# Syro-afrikanske depression
 Denne artikel omhandler det geologiske område. For Jordandalens kultur og geografi, se Jordandalen.
Den syro-afrikanske depression, også kendt som Jordanriftdalen og somme tider bare forkortet Jordandalen (hebraisk: בִּקְעָת הַיַרְדֵּן Bik'at HaYarden, ikke at forveksle med selve den geografiske dal) er en forlænget depression i det der i dag er Israel, Jordan og Palæstina. Denne geografiske region omfatter hele Jordanfloden - fra dens kilde, gennem Huladalen, Korazimblokken, Genesaret sø, Jordandalen, og hele vejen til Dødehavet - og fortsætter gennem Arabahdepressionen, Akababugten hvis kystlinjer den dækker, og videre til Rødehavet ved Tiranstrædet.
| Geografi/geologi | Spire Denne artikel om geografi er en spire som bør udbygges. Du er velkommen til at hjælpe Wikipedia ved at udvide den. |

32°19′02″N 35°34′12″Ø / 32.3172°N 35.57°Ø